# Waldsee (Renania-Palatinado)
Waldsee es un municipio situado en el distrito de Rin-Palatinado, en el estado federado de Renania-Palatinado (Alemania). Tiene una población estimada, a finales de 2020, de 5952 habitantes.
Está ubicado al sureste del estado, cerca de las ciudades de Ludwigshafen, Espira y Worms, y del río Rin, que lo separa de los estados de Hesse y Baden-Wurtemberg.